# Gefleckter Baumwaran
Der Gefleckte Baumwaran (Varanus similis) ist eine in Australien und Neuguinea endemische Art der Schuppenkriechtiere aus der Gattung der Warane (Varanus). Trotz ihres Trivialnamens „Baumwaran“ gehört V. similis der Untergattung Odatria an. Die Erstbeschreibung erfolgte 1958 durch den deutschen Herpetologen Robert Mertens.

## Aussehen und Körperbau
Mit einer Gesamtlänge von 65 cm gehört der Gefleckte Baumwaran zu den kleineren Waranarten. Der Schwanz ist etwa 1,5 mal so lang wie die Kopf-Rumpf-Länge. Im Erscheinungsbild sind zwischen den Populationen kleine Variationen erkennbar. Die Tiere aus dem Norden des Northern Territory haben auf ihrer grauen Grundfärbung kleine helle Ozellen. Manchmal ist ein dunkler Zentralfleck innerhalb der Ozelle erkennbar. Die Exemplare aus Queensland haben auf dem Rücken sehr große Ozellen, welche immer einen dunklen Zentralfleck besitzen. Diese Ozellen sind meistens in 6 bis 9 Querreihen angeordnet. Um die Reihen sind abwechselnd einzelne helle Schuppen angeordnet, die ein schmales Band bilden. Die Populationen von den Inseln der Inselgruppe Sir Edward Pellew Inseln und aus dem Gebiet des Diamantina Flusses im östlichen Queensland haben eine etwas abweichende Zeichnung. Der für diese Variation eingeführte Artnamen V. pellewensis wird darf aber noch nicht offiziell verwendet werden. Das liegt daran, da noch keine vollständige taxonomische Bearbeitung des gesamten timorensis-Komplexes vorliegt. Bei allen Exemplaren ist ein schwarzer Temporalstreifen sichtbar, der unten von einem hellen Band begrenzt wird. Die Kopfschuppen sind glatt und klein. Ihr Nasenloch liegt seitlich und befindet sich ungefähr mittig zwischen Schnauzenspitze und Auge. Im Querschnitt ist ihr muskulöser Schwanz fast rund. Die Tiere von den Atherton Tablelands in Queensland weisen eine ausgeprägte Bänderung des Schwanzes vor.

## Verbreitung
Sie leben im tropischen Nordaustralien von der Treachery Bay im Northern Territory bis südlich nach Zentral-Queensland. Im Nordosten reicht das Verbreitungsgebiet bis hin zur Kap-York-Halbinsel Queenslands. Sie leben auch auf den Torres-Strait-Inseln und in den südlichen Regionen von Neuguinea. Es wird oft von zahlreichen Sichtungen verschiedener Exemplare an dem Corroboree Bilabong (NT) berichtet.

## Lebensraum und Lebensweise
V. similis findet man fast ausschließlich auf Bäumen. Er bewohnt sowohl die Regenwälder der Kap York Halbinsel, als auch die südlich gelegenen Sklerophyll-Trockenwälder. Bei der Nahrungssuche kann man Varanus similis gelegentlich auf dem Boden beobachten. Dort jagt er nach seinen Beutetieren wie Insekten, Spinnentiere und auch manchmal kleinen Skinke. Er frisst fast alles was er unter dem Laub entdecken kann. In der Nacht schlafen die Gefleckten Baumwarane in Baumhöhlen oder unter der losen, abgestorbenen Rinde der Bäume.